# 22 septembre dans les chemins de fer
22 août 22 octobre
Chronologies thématiques
- Croisades
- Sports
- Disney

Cette page concerne les événements qui se sont déroulés un 22 septembre dans les chemins de fer.

## Événements

### XIXesiècle
- 1845.  France :   ordonnance du Roi portant autorisation de la Compagnie du chemin de fer de Fampoux à Hazebrouck.

### XXesiècle
- 1981. France : inauguration du premier tronçon de la LGV Sud-Est (Saint-Florentin-Sathonay) à Montchanin par le président de la République, François Mitterrand.